# 原田大夢
原田 大夢（はらだ たいし、1996年11月7日 - ）は、熊本県出身のハンドボール選手。日本ハンドボールリーグの豊田合成所属。

## 経歴
大阪体育大学時代は2018年の西日本学生ハンドボール選手権大会でベストセブンに選出。全日本学生ハンドボール選手権大会（インカレ）では優勝し、優秀選手賞を受賞した。
2019年に日本ハンドボールリーグの豊田合成へ加入。

## 詳細情報

### 背番号
- 26 (2019年 - )